# زمین‌لرزه ۲۰۰۲ دادلی
زمین‌لرزه دادلی  در تاریخ ۲۲ سپتامبر ۲۰۰۲ میلادی، برابر با ‎۳۱ شهریور ۱۳۸۱، ساعت ۲۳:۵۳:۱۴ به زمان یوتی‌سی در انگلستان ، منطقه دادلی رخ داد. ژرفای این زلزله ۳۰٫۱ کیلومتر بود، و بزرگی آن ۵ در مقیاس اعلام شده‌است. زمین‌لرزه به وقت محلی در روز یکشنبه، ساعت ۲۳ روی داده و منطقه زمانی آن یوتی‌سی +۰ بوده‌است (با لحاظ تغییر ساعت تابستانی).
سازمان زمین‌شناسی آمریکا نیز رومرکز این زمین‌لرزه را در مختصات ۵۲°۳۱′شمالی ۲°۰۹′غربی / ۵۲٫۵۲°شمالی ۲٫۱۵°غربی و ژرفای آنرا در ۹ کیلومتر گزارش کرده‌است. بزرگی برگزیدهٔ این سازمان از میان بزرگیهای محاسبه‌شدهٔ مختلف ۵ در مقیاس ML بوده و از دید اثر، در میان چهار دسته‌بندی «نامحسوس»، «محسوس»، «زیان‌آور» یا «با تلفات»، زلزله را «با تلفات» اعلام کرده‌است.
زمین‌لرزه هیچ کشته‌ای نداشته و شمار زخمیان ۱ نفر برآورده شده‌است.